# Swierkawa
Swierkawa (biał. Сверкава; ros. Сверково, ros. nazwa normatywna Сверков) – stacja kolejowa w miejscowości Rohaczów, w rejonie rohaczowskim, w obwodzie homelskim, na Białorusi. Położona jest na linii Orsza - Mohylew - Żłobin.
Nazwa pochodzi od dawnej miejscowości Swierkau (obecnie będącej częścią Rohaczewa).
Przed II wojną światową istniał w tym miejscu przystanek kolejowy.